# Ceraclea litania
Ceraclea litania är en nattsländeart som beskrevs av Lazar Botosaneanu och Dia in Dia 1983. Ceraclea litania ingår i släktet Ceraclea och familjen långhornssländor. Inga underarter finns listade i Catalogue of Life.